# Ioan Țirca
Ioan Țirca (sub numele de călugăr Iov Țirca, n.  ?) a fost un preot ortodox din Transilvania subordonat episcopului reformat. Potrivit unor surse, Țirca ar fi fost contracandidatul lui Atanasie Anghel la alegerea de episcop din 1697, iar în 1700 a fost arestat din cauza falsificărilor efectuate în procesul de obținere a hirotonirii în Țara Românească.
Consistoriul Bisericii Reformate din Transilvania, în plângerea semnată de curatorii Gheorghe Bánffi, Nicolae Bethlen și Ștefan Naláczi trimisă la 8 iulie 1700 generalului Rabutin, a fost informat că Țirca a fost preot în Batiz (comitatul Hunedoara) și în sinodul calvin ținut la Cetatea de Baltă la 20 iunie 1700 s-a declarat unit cu Biserica Reformată cerând protecție. Din această cauză a ordonat mitropolitul Atanasie arestarea lui și a fost pus în lanțuri. Consistoriul cerea generalului eliberarea lui, precum și protecția preoților români din ținutul Hațeg. 
Țirca a scăpat din captivitate în toamna anului 1700, și-a găsit adăpost într-o parohie românească calvină din Țara Hațegului, cu aprobarea Consistoriului Suprem Reformat – potrivit relatării cancelarului Nicolae Bethlen.